# Mérés
A mérés során a mért mennyiséget jellemző mérőszám meghatározása a cél, melyhez megfelelő mérőeszköz megválasztása szükséges. A mérésnél előzetesen egyeztetni kell a számérték kifejezéséhez alapul vett mértékegységet.
Hivatalos megfogalmazása szerint: Műveletek összessége, amelyek célja egy mennyiség értékének a meghatározása.

## A mérés fogalma, feladata
A mérés a természet jelenségeiről való ismeretek megszerzésének egyik alapvető módszere. A mérés tervszerűen végrehajtott gyakorlati tevékenységek összessége, amelyekkel valamely fizikai, kémiai, csillagászati, statisztikai stb. mennyiség nagyságának, arányának stb. jellemzésére alkalmas. A mérés eredményéül a választott mértékegységben kifejezett értéket kapjuk. Ebben az esetben bukkan elő közvetlen mérési tevékenységként a számolás, (darabok, vagy események számolása, vagyis a természetes számsor tagjainak nullától kezdődő felsorolása). A mérőszám csak egy nála nagyobb, és egy nála kisebb korlátérték közé határolható be.
A mérésre vonatkozó ismeretek összességét metrológiának nevezzük. A méréstechnika a metrológiának a mérés gyakorlati megvalósításával foglalkozó része. A mérés a kutatás, a termelés, az üzemeltetés, az elosztás nélkülözhetetlen eleme. A mérésüggyel kapcsolatos elnevezéseket a VIM (Vocabulaire international de métrologie; Nemzetközi Mérésügyi Szótár) tartalmazza

## A mérőeszköz megválasztása
A mérésnél a mérés számszerűsítéséhez mérőeszközt használunk. A mérőeszköz kiválasztásának már eleve helyesnek kell lennie. A mérőeszköz beállítását kalibrálásnak nevezik. A helyes mérés előfeltétele a mérés (és a mértékegység) reprodukálhatósága. A mérési eredmények azonban a használt mérőeszközöktől, illetve a mértékegységtől függően különbözőek lesznek.

## A mérés bizonytalansága
A mérendő mennyiség is tartalmaz zavaró jeleket vagyis zajt, amiket a forrásból való mintavétellel vagy szűréssel lehet csökkenteni. A mérésnél a mérőeszköznek van egy adott hibája, (az eszköz mindig pontosabb legyen, mint amit a méréstől elvárunk!) van a leolvasásnak is egy hibája, valamint a számolás során is követhetünk el hibát. A mérés bizonytalanságára vonatkozó útmutató angolul érhető el: Guide to the expression of uncertainty in measurement

## Hibátlan számolás az adatok feldolgozása során
A műszerek, eszközök helyes használata (esetleg működésük) külső körülményektől is függnek, ezek a körülmények többnyire akaratunktól függetlenek, hatásukat nem sikerül mindig elhárítani. A jó mérés sok előkészületet, előtanulmányt, megfontolást igényel.

## Határesetek
Vannak mérhető és nem mérhető dolgok (inponderábiliák), illetve vannak összemérhető és össze nem mérhető dolgok (inkomparabiliák). Léteznek mérhetetlenül kicsiny és mérhetetlenül nagy (végtelenhez tartó számosságú) dolgok is. A tudományok így az általa vizsgált tárgyak mérhetősége szempontjából nem azonos fajsúlyúak, de minden tudomány igyekszik megfelelő mérési technikát, tudományos módszert alkalmazni.
Nem mérhető, de összehasonlító dolgok, ugyanakkor a mérőeszköz szempontjából változó mérésénél standardokat, kalibrátorokat és kontroll eszközöket dolgoznak ki, vagy használnak (például az orvostudományban a laboratóriumi minták mérésénél, a pszichológiában az intelligencia mérésénél stb.

## Törvények
A mérést szabályozó törvényeket először a csalás megakadályozása érdekében hozták. Később azonban tudományos alapokon fejlődtek tovább és nemzetközi egyezmények tartják őket érvényben. Az Egyesült Államokban a kereskedelemben használatos mértékegységeket a NIST szabályozza.
A mértékegységek története a tudomány- és technikatörténet része.
Az erre vonatkozó magyar jogszabály az 1991. évi XLV. törvény a mérésügyről. Ez a törvény a mértékegységek tekintetében és a mérésügyi eljárásjogban jelenleg is hatályos. A mérésügyi hatóság neve: Magyar Kereskedelmi Engedélyezési Hivatal

## További mérési témák
- régi súlyok és mértékek
- mérés a kvantummechanikában
- hőmérséklet és nyomás mérés időskálája
- bizonytalanság a mérésben
- súlyok és mértékek
- ökonometria